# Виконт (группа)
«Вико́нт» —  группа, играющая в жанре хеви-метал, хард-н-хеви, пауэр-метал. Основатель группы, идейный лидер и автор песен — Сергей Сокол.

## История
Официально днём рождения «Виконта» считается 3 марта 2007 года, когда состоялся первый концерт. В 2008 году «Виконт» выкладывает в сеть десять демо-треков, записанных в домашней студии. Летом 2008 года группа уезжает в Москву, где в течение 30 дней записывает свой первый мини-альбом под названием «На подступах к небу». На нём музыканты представляют слушателям 5 перезаписанных песен, из 10 демок. Бонусом к альбому стала версия песни «Две грозы», где Сокол спел дуэтом с Артуром Беркутом, на тот момент вокалистом группы «Ария». В 2009 году музыканты подписывают контракт с лейблом CD-Maximum. Релиз дебютного диска группы состоялся 8 мая 2009 года. В августе 2010 года «Виконт» вновь приезжает в столицу, где в течение 40 дней записывает второй номерной альбом «Не покоряйся судьбе!».
11 мая 2011 года было объявлено, что группу покидают все участники кроме Сокола; после этого «Виконт» принимает решение отыграть два последних концерта прежним составом. Последний концерт «прежним» составом состоялся 25 июня 2011 года на всероссийском фестивале Rock-Line. Сергей Сокол стал набирать в команду новых музыкантов. 19 июля этого же года интернет-релизом вышел альбом «Не покоряйся судьбе!», а 10 августа 2012 был издан на CD.
С 2011 по 2017 у группы нет полного состава для концертной деятельности, в силу этих причин «Виконт» не выступает, но ведётся работа студийного характера. В ноябре 2012 анонсируется запись нового альбома Арийская Русь в двух частях баллады и боевики, и выкладывается по 1-й демо версии из каждой части 31 декабря.
В 2013—2014 году создаётся небольшая рабочая группа из Сергея Сокола, Михаила Бородулина и Владислава Гирмана. В 2013 году «Виконт» участвует в издании трибьют-сборников на группы «Мастер» и «Маврин», а также выпускает два сингла: саундтрек к игре «Космические рейнджеры HD: Революция» и гимн футбольного клуба «Амкар». Весной 2015 года присоединяются гитарист Денис Щукин и басист Владимир Зуев. С таким обновленным составом 20 декабря «Виконт» выкладывает в сеть вторую часть альбома «Арийская Русь» — боевики.
В 2016 году вышло видео на песню «С нами хеви-метал», снятое поклонником группы с привлечением музыкантов «Виконта». В 2017 году лидер группы Сокол параллельно с музыкальной деятельностью становится блогером на ютубе, назвав свой канал «Истинный Маг». В 2017 году выходит сингл «Белый всадник», переписанная песня Сокола 2005 года с новой аранжировкой. В 2017 году состав пополняется гитаристом Евгением Рыжовым и ударником Александром Билёвым. «Виконт» репетирует и продолжается запись альбома «Арийская Русь часть 1». Альбом вышел в 2019 году.
12 мая 2018 года Виконт в составе Сокол/Щукин/Зуев/Рыжов/Билёв дали концерт в Перми, в клубе FREEDOM. Далее прошли концерты в Екатеринбурге, Челябинске, Петербурге, Москве.19 октября 2019 из группы уходит басист Владимир Зуев, его место пока остаётся свободно. В 2019 году музыканты объявили, что начинают работу над пятым альбомом, который будет концептуальным, фэнтези метал оперой, написанным по книге Сергея Сокола. В 2020 году из группы уходит барабанщик А. Билёв, на его место почти сразу же приходит барабанщик Вячеслав Гелда. В 2021 году в группе появляется третий гитарист Александр Гриханкин и басист Дмитрий Бельф. В феврале 2022 года группа выпускает два трека из грядущей фэнтези метал-оперы «Магия Миров: Выпускная работа», которые войдут в будущий полноценный альбом.

## Дискография

### Студийные альбомы
- 8 мая 2009 — «На подступах к небу»[2][3][4]
- 19 июля 2011 — «Не покоряйся судьбе!»[4][5][6] (13 августа 2012[7])
- 20 декабря 2015 — «Арийская Русь часть 2»[4][8][9]
- 2019 — «Арийская Русь часть 1»[4]

### Синглы
- 28 июля 2013 — «От орбиты до края» (к игре)[4][10]
- 2013 — «Амкар»[4]
- 2017 — «Белый всадник»[4]
- 2022 — «МАГИЯ МИРОВ: Выпускная работа»
- 2023 — «Господа гусары»
- 2024 — «Виконт»

### Видео
- 2011 — «Одиночество» (исполнение песни Соколом на акустике для фанатов)
- 2016 — «С нами хеви-металл» (неофициальный видеоклип — подарок от фаната)
- 2018 — «Шесть стихий» (концертное видео)
- 2019 — «Бессмертный метал» (официальный видеоклип)

## Состав
Нынешний состав
- Сергей (Сокол) Ренжин — вокал, автор (с 2007)
- Денис Щукин — гитара (с 2015)
- Дмитрий Бельф — бас (с 2021)
- Александр Гриханкин — гитара (с 2021)

Бывшие участники
- Виталий Гончаров — гитара (2007)
- Михаил Чернышов — гитара (2007—2011)
- Сергей Цаплин — бас-гитара (2007—2011)
- Виталий Лядов — ударные (2007—2011)
- Василина Кичигина — клавишные (2007—2011)
- Алексей Аликин — гитара (2008—2011)
- Алексей Трофимов — гитара (2011—2012)
- Александр Свириденков — барабаны (2011—2013)
- Михаил Бородулин — клавишные (2012—2014)
- Влад Гирман — гитара (2013—2015)
- Роман Черемных — клавишные (2016—2017)
- Владимир Зуев — бас-гитара (2015—2019)
- Александр Билёв — ударные (2017—2020)
- Евгений Рыжов — гитара (2017—2022)
- Вячеслав Гелда — барабаны (2020—2021)

## Рецензии
- Рецензия на альбом «На подступах к небу» в журнале Dark City № 52, 2009 год, стр. 73
- Рецензия на альбом «Не покоряйся судьбе!» в журнале Dark City № 70, 2012 год